# کوماری (الهه)

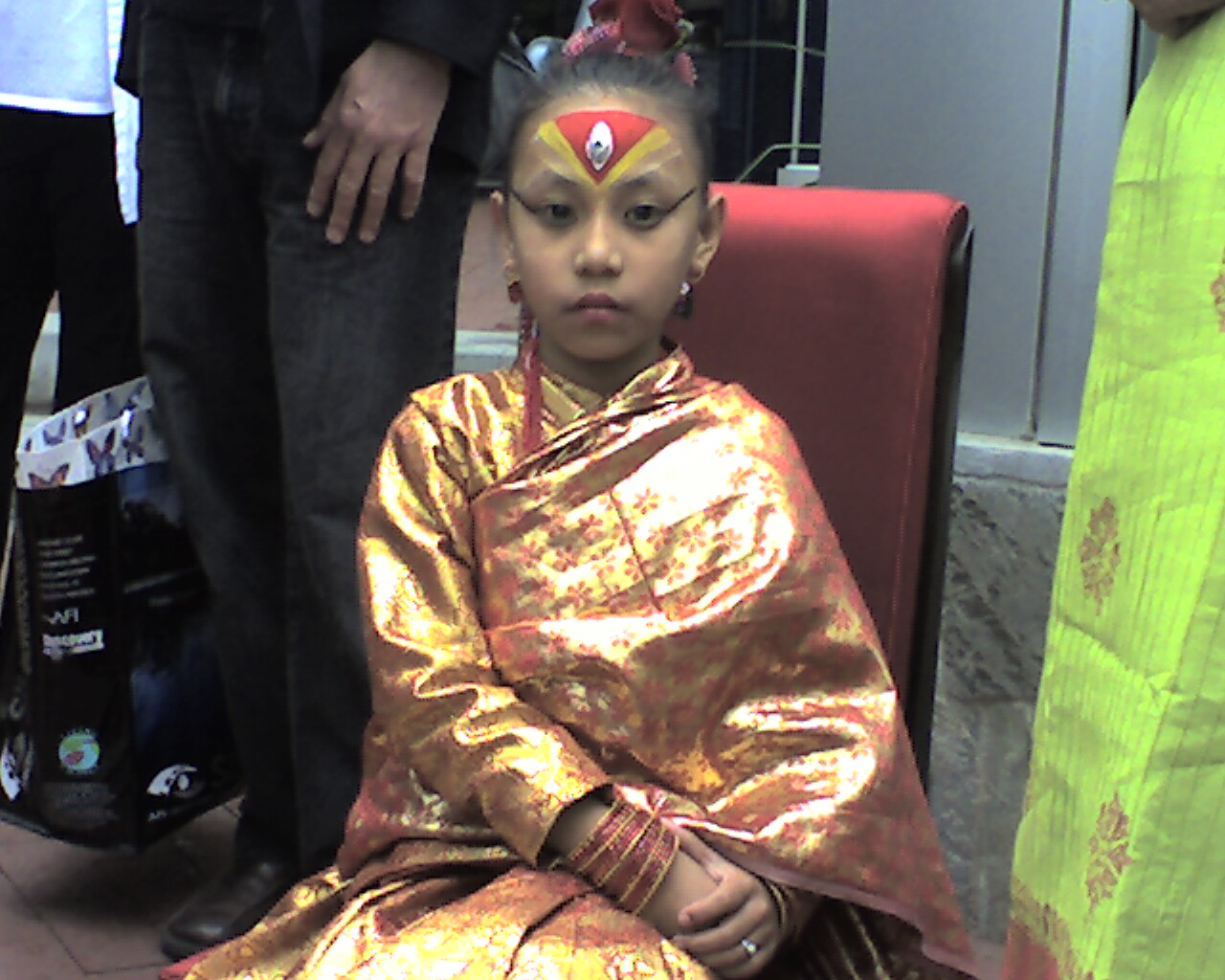
Sajani Shakya, کوماری سابق Bhaktapur, نپال، هنگام دیدارش از جشنواره فیلم Silverdocs در ایالات متحده ژوئن ۲۰۰۷.

در فرهنگ و آداب و رسوم چند کشور هندو مذهب و بوداییان نپال (به جز بوداییان تبت)، کوماری به عنوان یک الهه باکره زنده برگزیده می‌شود و تا زمانی که به سن بلوغ و به عادت ماهیانه نرسیده است در نقش الهه پرواتی پرستیده می‌شود. کوماری در زبان سانسکریت به معنی شاهدخت است.
او تا قبل از دوران بلوغ در یک معبد حبس می‌شود و در طول سال تنها ۱۳ بار در مراسم مذهبی اجازه حضور در فضای بیرون از آن خانه را دارد. در آن روزها نیز در کجاوه‌ای بر دوش کاهنان حمل می‌شود. کوماری حق رفتن به مدرسه و دیدن کودکان هم‌سن و سال خود و بازی با آنها را ندارد. کوماری وقتی به سن بلوغ برسد، با اولین قاعدگی جایگاه خود را از دست می‌دهد. پنج سال «ناپاک» و «نجس» شمرده می‌شود و باید در فضایی بیرون از خانه بخوابد و در غارها و کوهستان‌ها زندگی کند. در این دورهٔ پنج ساله، ممکن است خوراک حیوانات درنده شود یا به دست اشرار خلاف‌کار بیفتدو کشته شود.

## تاریخچه
چندین افسانه در مورد منشأ سنت کوماری وجود دارد. مشهورترین آن‌ها، افسانه‌ای است مربوط به آخرین شاه سلسله مالا، (سده‌های ۱۲ تا ۱۷ میلادی)، جایاپراکاش مالا است. بر اساس این افسانه، خبرچینی در یک نیمه‌شب به تخت پادشاه نزدیک شد و مشاهده کرد که پادشاه، با یک الهه به نام تالجو، مشغول انجام یک بازی با تاس است. الهه هرشب برای بازی نزد شاه می‌آمد با این شرط که کسی از حضورش مطلع نشود. شبی، همسر شاه تا تخت او را تعقیب کرد و از این ملاقات‌ها، مطلع شد. الهه خشمگین شد و اعلام کرد اگر شاه بخواهد او را دوباره ببیند و او از کشورش محافظت کند، باید در طبقه «نواری» (شاکیا) به دنبال او که به شکل دخترکی کوچک درآمده، بگردد تا وجود مجسم او را بیابد. شاه به امید یافتن تجسم الهه از قصر خارج شد تا دنبال دختری بگردد که روح تالجو در او حلول کرده بود.

## شرایط انتخاب
هنگامی که تالجو، بدن یک کوماری را ترک می‌کند، جنب و جوشی برای یافتن جانشین او درمی‌گیرد. فرایند یافتن تناسخ تالجو، شبیه یافتن دالایی لاما در تبت است. روحانی ارشد بودایی به همراه اختربین سلطنتی و داوطلبانی که مایلند در یافتن کوماری شرکت کنند، جستجو را آغاز می‌کنند.
دختران واجد شرایط از طبقه نوار شاکیا هستند. آن‌ها باید سالم بوده و هرگز خون ندیده و بیمار نشده باشند. باکره باشند و دندان‌های شیری‌شان نیفتاده باشد. دخترانی که این شرایط اولیه را داشته باشند، به مرحله بعدی قدم می‌گذارند که باید سی و دو شرط را احراز کنند تا به عنوان کوماری انتخاب شوند. برخی از این شرایط در بیانی شاعرانه، چنینند:
- گردنی مانند پوسته صدف
- بدنی مثل یک درخت انجیر هندی
- مژگانی مانند یک گاو
- ران‌هایی مانند گوزن
- قفسه سینه‌ای مانند یک شیر
- صدایی نرم و روشن مانند اردک